# Przełyk człowieka

Przewód pokarmowy, z zaznaczonym przełykiem

Przełyk (łac. esophagus, oesophagus) – w anatomii człowieka przewód mięśniowo-błoniasty o podłużnym przebiegu, łączący gardło z żołądkiem. Czynność przełyku polega na transporcie pokarmu z gardła do żołądka. Ściana przełyku nie ma zdolności wchłaniania pokarmu ani trawienia.

## Budowa anatomiczna

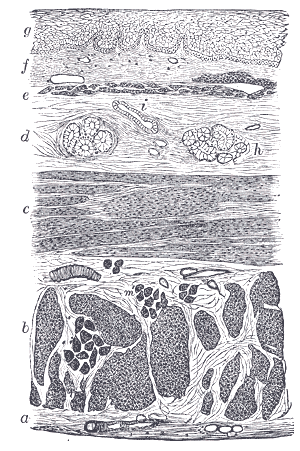
Przekrój przez ścianę przełyku.

Rozróżnia się część szyjną, piersiową i brzuszną. Przełyk ma długość średnio około 23–25 cm, odległość od siekaczy do żołądka około 40 cm.
Występują trzy fizjologiczne zwężenia przełyku:
- zwężenie górne – w przejściu gardła w przełyk, mięśnie w tym miejscu tworzą czynnościowy mięsień zwieracz górny przełyku.
- zwężenie środkowe – na wysokości rozdwojenia tchawicy w miejscu, gdzie aorta zstępująca od strony lewej i do tyłu, a oskrzele lewe od przodu obejmują przełyk. Nie jest ono powodowane budową samej ściany przełyku, lecz przyleganiem obu sąsiednich narządów;
- zwężenie dolne (brzuszne) – podobnie jak i górne, jest zwężeniem czynnościowym, spowodowanym napięciem mięśni okrężnych, leży około 3 cm powyżej wpustu żołądka. To zwężenie jest nazywane zwieraczem dolnym przełyku – jego zbyt słaby skurcz leży u podstaw zarzucania kwaśnej treści pokarmowej do przełyku (czyli refluksu żołądkowo-przełykowego).

## Budowa histologiczna
Ściana przełyku składa się z czterech warstw. Wymieniając od światła przełyku są to: 
- błona śluzowa, która składa się z:
  - nabłonka wielowarstwowego płaskiego nierogowaciejącego
  - blaszki właściwej
  - blaszki mięśniowej
- błona podśluzowa (utkanie podśluzowe)
- błona mięśniowa, na którą składają się dwie warstwy tkanki mięśniowej:
  - warstwa wewnętrzna – okrężna
  - warstwa zewnętrzna – podłużna
- błona zewnętrzna – przydanka.

Błona śluzowa układa się w podłużne fałdy. Nabłonek przełyku jest nabłonkiem wielowarstwowym płaskim nierogowaciejącym, tak samo jak w gardle i jamie ustnej. Blaszka właściwa jest zbudowana z tkanki łącznej właściwej, w której znajdują się nieliczne komórki i grudki limfatyczne. Blaszka mięśniowa składa się z kilku warstw komórek mięśni gładkich. 
Błona podśluzowa (utkanie podśluzowe) jest zbudowana z tkanki łącznej właściwej. Gruczoły przełykowe znajdują się w błonie podśluzowej w odcinku górnym i środkowym, a w dolnym odcinku – w błonie śluzowej. Są to gruczoły śluzowe cewkowo-pęcherzykowe. Ich ujścia leżą między fałdami błony śluzowej. Wydzielany przez nie śluz, który utrzymuje nawilżenie błony śluzowej, ułatwiając pasaż pokarmu.
Błona mięśniowa pod względem histologicznym złożona jest z dwóch różnych tkanek. W górnej ćwierci znajduje się wyłącznie tkanka mięśniowa poprzecznie prążkowana szkieletowa (tak samo, jak w gardle i jamie ustnej), w drugiej ćwierci warstwa mięśni poprzecznie prążkowanych stopniowo zostaje zastąpiona mięśniami gładkimi. Błona mięśniowa przełyku w jego dolnej połowie zbudowana jest już wyłącznie z tkanki mięśniowej gładkiej. Dzięki mięśniówce pokarm – przeprowadzony do przełyku w fazach ustnej i gardłowej połykania – zostaje dostarczony do żołądka, co stanowi ostatnią fazę połykania, czyli fazę przełykową.
Błona zewnętrzna występuje w postaci przydanki, czyli tkanki łącznej właściwej luźnej, która łączy się z tkanką łączną otaczającą sąsiednie narządy, przytrzymując tym samym przełyk. W niektórych miejscach przełyk pokryty jest blaszką otrzewnej trzewnej, stanowiącą błonę surowiczą.

## Stosunki topograficzne

### Część szyjna
Rozciąga się od VI kręgu szyjnego (C6) do II kręgu piersiowego (Th2), przylegając do przedniej powierzchni szyjnej części kręgosłupa, biegnąc tutaj względem niego równolegle. Część szyjna przełyku jest przedłużeniem części krtaniowej gardła (łac. laryngopharynx). Błona zewnętrzna przełyku przyrasta luźną tkanką łączną do blaszki przedkręgowej (łac. lamina prevertebralis), okrywającej kręgosłup i mięśnie przedkręgowe (które biegną do wysokości Th3). Z przodu przełyk przyrasta do blaszki chrząstki pierścieniowatej krtani (na wysokości C6) za pomocą dwóch pasm mięśni podłużnych przełyku – lewego i prawego. Poniżej krtani do przedniej powierzchni przełyku przylega tchawica, która ciągle towarzysząc przełykowi, rozdwaja się dychotomicznie na wysokości Th4 i na tym poziomie do przedniej ściany przełyku przylega lewe oskrzele. Pomiędzy przełykiem a tchawicą wytwarzają dwa rowki tchawiczo-przełykowe. Na przednio-bocznej powierzchni dolnej części krtani znajduje się gruczoł tarczowy, który swoimi płatami bocznymi okrywa również boczne powierzchnie tchawicy i przełyku, sięgając do poziomu Th2. Bocznie od przełyku i tchawicy biegną w powrózkach naczyniowo-nerwowych tętnice szyjne wspólne, które stopniowo się oddalają od tych narządów, obejmując powyżej od strony bocznej nieco odstające od krtani części tarczycy.

### Część piersiowa
Rozciąga się od Th2 do rozworu przełyku (łac. hiatus esophagei), utworzonego z okrężnych włókien mięśniowych przepony. Przełyk nie zrasta się z przeponą, dlatego może swobodnie się w jej obrębie przemieszczać. W części piersiowej przełyk odchodzi stopniowo od kręgosłupa i nieco wysuwa się swym lewym obwodem zza tchawicy przylegając do lewej części tylnego obwodu a następnie krzyżując początek lewego oskrzela. W części piersiowej i szyjnej biegną dwa rowki tchawiczo-przełykowe, które zawierają gałęzie nerwów błędnych – nerwy krtaniowe wsteczne, przy czym w części piersiowej ze względu na asymetrię położenia przełyku względem tchawicy lewy nerw krtaniowy wsteczny leży bardziej powierzchownie w rowku, a prawy jest w nim bardziej ukryty. W obrębie części piersiowej brzegi przełyku stykają się z opłucną ścienną: lewy brzeg przełyku powyżej łuku aorty, a poniżej tuż nad rozworem przełyku, a prawy brzeg przykryty jest poniżej korzenia płuc i na niewielkim obszarze powyżej niego. Poniżej rozdwojenia tchawicy (łac. bifurcatio tracheae) przełyk z przodu styka się z osierdziem ściennym. Tutaj dochodzą do niego dwa nerwy błędne, przy czym lewy nerw błędny tworzy przednią część splotu przełykowego, a druga gałąź tylną część tego splotu nerwowego. Przed wejściem do rozworu przełykowego splot ten formuje dwa pnie błędne: przedni, biegnący na przedniej powierzchni ściany przełyku i utworzony z większości włókien nerwowych nerwu błędnego lewego, oraz tylny, biegnący na tylnej stronie przełyku. Pnie te rozgałęziają się na żołądku odpowiednio jako splot żołądkowy przedni i tylny. Aorta piersiowa, która rozpoczyna się na Th4 jako łuk aorty, biegnie początkowo wzdłuż lewego brzegu przełyku, ale tuż nad przeponą wciska się ona pomiędzy przełyk a kręgosłup. Po przejściu przez przeponę części brzusznej przełyku (o długości ok. 3 cm) oddala się ona w stronę lewą od aorty brzusznej, biegnąc skośnie w stronę lewą i łącząc się z wpustem żołądka. Do tyłu i bocznie od przełyku i aorty przebiega żyła nieparzysta krótka dodatkowa, która uchodzi do położonej niżej żyły nieparzystej krótkiej (również położonej do tyłu i bocznie od przełyku), która odchodząc skośnie na poziomie Th6 lub Th7 zespala się z żyłą nieparzystą po stronie prawej kręgosłupa, krzyżując w ten sposób od tyłu przełyk. Wzdłuż tylnej ściany przełyku w rowku utworzonym przez aortę i przełyk przebiega przewód piersiowy, który rozpoczyna się wydłużonym zbiornikiem mleczu (łac. cysterna chyli) leżącym na wysokości od L2 do Th12. Przewód piersiowy przechodzi przez rozwór aortowy i w połowie długości części piersiowej kręgosłupa układa się do tyłu od aorty. Na wysokości Th6 krzyżuje od tyłu przełyk, a na wysokości Th5 krzyżuje aortę piersiową. Na poziomie ok. Th3 odsuwa się od łuku aorty i dalej biegnie do góry aż do C7, gdzie skręcając w stronę lewą biegnie ku tyłowi i z góry od tętnicy podobojczykowej lewej, zataczając nad nią łuk i uchodząc do kąta żylnego lewego. Lewy pień współczulny biegnie podpowięziowo bezpośrednio na głowach żeber lewej strony klatki piersiowej, do tyłu i bocznie od przełyku.

### Część brzuszna
Jest prawie całkowicie okryta otrzewną. Na niewielkim odcinku z tyłu zrasta się z lewą odnogą przepony tworząc mięsień przeponowo-przełykowy (łac. musculus phrenicoesophageus). Do jego przedniej ściany przylegają płat ogoniasty i płat lewy wątroby, przy czym na tylnej powierzchni tego ostatniego wytwarza się wycisk przełykowy.